# アヴァンギャルド・ミュージック
アヴァンギャルド・ミュージック（Avantgarde Music）は、イタリア・ミラノに本社を置くレコードレーベル。1990年代初頭から活動していた、オブスキュア・プラズマ・レコード（Obscure Plasma Records）の後継レーベルとして1994年に設立された。特に、ブラックメタルやデスメタル、ドゥームメタルに特化している。アヴァンギャルド・ミュージックには、サブ・レーベルとして、ドロリアンやトーケのアルバムをリリースしたことの有る、ウーンデッド・ラヴ・レコード（Wounded Love Records）がある。
1994年の設立後、最初のリリースはフューネラル・ドゥームメタルバンド、Thergothonの1stアルバム『Stream from the Heavens』、Ophthalamiaの1stアルバム『A Journey in Darkness』、そしてメイヘムのライヴアルバム『Live in Leipzig』の再発盤であった。その後、カタトニアやベヒーモス、メイヘムなど、多くの著名なブラックメタル、デスメタルバンドと契約を交わすようになり、成長した。

## アーティスト一覧
| - Ad Hominem - Alternative 4 - Ancient Wisdom - Astarte - Azaghal - Beatrik - Behemoth - Carpathian Forest - Dark Sanctuary - Darkspace - Death SS - Den Saakaldte - Diabolical Masquerade - Dystopia Nå! - Dødheimsgard - Dolorian - Enochian Crescent - Eternity | - Evoken - Forgotten Tomb - Godkiller - Grey - Katatonia - Kauan - Keep of Kalessin - Lifelover - Mayhem - Mysticum - Necrodeath - Nehëmah - Nocternity - Nortt - Novembers Doom - Obtained Enslavement - Opera IX | - Pan.Thy.Monium - Shade Empire - Shining - Solefald - Taake - Thergothon - This Empty Flow - Throes of Dawn - Tormentor - Towards Darkness - Ulver - Unholy - Winds - Wyrd |

## オブスキュア・プラズマ・レコード
オブスキュア・プラズマ・レコード (Obscure Plasma Records)は、イタリアにかつて存在したレコードレーベル。1990年代初頭に活動し、ジャンルが確立されて間もないデスメタル、ブラックメタルを中心に扱っていた。地元イタリアのバンドのオリジナル音源はほとんど扱っておらず、Sinoathのデモテープをリリースしたのみである。再発盤であればサディストのデモテープ再発盤もリリースしている。1993年を最後に消滅し、アヴァンギャルド・ミュージック (Avantgard Music)が後継レーベルとなった。

### アーティスト一覧
- Anguish
- Eucharist
- House of Usher
- Lobotomy
- Mayhem
- Monumentum
- Nordor
- Pan.Thy.Monium
- Rotting Christ
- Sinoath